# Pethes–Agárdi-díj
A Pethes–Agárdi-díjat a Magyar Színházi Társaság 2007-ben, Agárdi Ilona és Pethes György művészházaspár hagyatékának és végakaratának jóvoltából alapította. A díj célja: fiatal, pályakezdő színészházaspárok támogatása, segítése. A támogatást pályázat alapján a létrehozott alapítvány kuratóriuma ítéli oda.

„Az Alapítvány a néhai Agárdi Ilona színművész – Pethes György rendező művészházaspár végakaratának megfelelően, a házaspár lakásának végrendeleti örököseként, az értékesített lakásingatlan vételárából hozza létre ezt az alapítványt azért, hogy a szűkös anyagi körülmények között élő fiatal színészházaspárok életminőségén javítani igyekezzék azzal, hogy külföldi nyaralásukat lehetővé teszi, a testi – lelki feltöltődésüket is biztosító külhoni pihenésüket anyagilag támogatja.
A meghirdetett pályázaton részt vehet minden olyan magyar színészházaspár, amelynek egyik tagja sem töltötte még be (a pályázat benyújtásának határidejéig) a harmincötödik életévét, és mindkét házasfél igazolt módon valamelyik magyar nyelvű színház főfoglalkozású színésze.”

## Kuratórium
- Gali László (elnök)
- Csizmadia Tibor
- Dr. Balogh Gábor (2007–2021)
- Dr. Fábián Pálné (2021-től)

## Díjazottak
- 2010: Némethy Zsuzsa és Nagy Csongor[2]
- 2011: Märcz Fruzsina és Zayzon Zsolt[3]
- 2012: Kató Emőke és Szűcs Ervin[4]
- 2013: Mórocz Adrienn és Kovács Lehel[5]
- 2014: Patocskai Katalin és Zrinyi Gál Vince[6]
- 2015: Holecskó Orsolya és Nagy Péter[7]
- 2016: Lőrincz Nikol és Barsi Márton[8]
- 2017: Gecse Ramóna és Ruszuly Ervin[9]
- 2018: Kosik Anita és Gulácsi Tamás[10]
- 2019: nem volt pályázó[11]
- 2020: Tenki Dalma és Georgita Máté Dezső[12]
- 2021: nem írták ki a pályázatot[13]
- 2022: Bach Kata és Wunderlich József[14]
- 2023: Tasnádi Bence és Józsa Bettina[15]
- 2024: László Judit és Ozsvár Róbert[16]
- 2025: Bánky Sára és Bársonyosi Dávid[17]